# 楽珍トリオ
楽珍トリオ（らくちんトリオ）は、かつてWAHAHA本舗内セクション・WAHAHA商店で活動していたお笑いトリオ。当初はトゥインクル・コーポレーションに所属していた。2009年12月14日解散。

## メンバー
- 久彌 繁 （ひさや しげる、1978年8月28日 - ）
立ち位置は真ん中で、コントを進めるリーダー格。
奈良県奈良市出身。
高校生時代の部活は剣道部で、近畿大会まで出場する腕前。
関西学院大学文学部哲学科を一年で退学、その後早稲田大学教育学部に入学。同大学は中退。
本名・桝崎徹で活動していたが、2005年に現在の芸名に改名。
解散後は事実上の芸能界引退。現在は、生駒市で個別指導塾講師をしている。
- 浜田もり平（はまだ もりへい、1978年10月8日 - ）
立ち位置は左。
青森県青森市出身。
高校生時代の部活はボクシング部で、一年生の時にインターハイに出場。
高校卒業後に航空自衛隊に入隊し小牧基地に配属、ヘリコプター整備員を務めた[1]。
その後上京し、NSC東京校に6期生として入学、卒業後「ハマ男爵」の芸名でピン芸人としてデビュー。後にコンビを結成する。シアターリパブリックのオーディションには、この当時の相方の勧めで受けに行ったという。このコンビは『今野里帆子とハーゲンダッツ』を結成し活動を始めたのと同時に解散。
本名で活動していたが、2005年に現在の芸名に改名。
元妻は、同じくWAHAHA本舗所属のセクシー寄席メンバーの寺田奈美江。楽珍トリオ解散後は、夫婦コンビ「はまこ・テラこ」で活動。2009年のM-1グランプリにも同コンビで出場。2018年離婚後も、コンビは継続[2]。
2012年には爆笑レッドカーペットなどにも出場。浅草の漫才協会にも入り、活動の場を広げている。
- 我 善導（われ ぜんどう、1981年10月3日 - ）
愛知県出身。
立ち位置は右。
俳優になることを目指し上京、舞台芸術学院に入学。同学院卒業後、シアターリパブリックのオーディションを受けることになる。
楽珍トリオ解散後は俳優に転身し、舞台などで活動。
2011年には東宝制作『ZORRO THE MUSICAL』のプリンシパルにオーディションで合格し、ミュージカル初出演。

## 来歴
3人はいずれも個人で、演劇制作会社「シアターリパブリック」のオーディションを受け、そこで出会うこととなる。その時3人とも今と同じくハゲ頭だったという理由で会社から組んで活動するように言われ、2002年5月に、この3人と他2人の5人で『今野里帆子とハーゲンダッツ』を結成。同年9月までに他の2人が脱退するも、残る3人で活動を続行。この時にトリオ名を『ハーゲンダッチュ』に改める。
翌2003年8月にトゥインクル・コーポレーションに所属。2004年8月にシアターリパブリックから、同年9月にはトゥインクル・コーポレーションから共に離れ、一時休止の後フリーで活動を再開する。
2005年4月にWAHAHA本舗（WAHAHA商店）に所属。同時にハーゲンダッチュから楽珍トリオに改名した。
日本全国を自動車一台で巡回するというツアー『楽珍トリオの修行の旅』を、2007年から年一回行っていた。
『メレンゲの気持ち』（日本テレビ）では、前説を務めていた（2009年11月28日の放送では、番組本編にも出演した）。
2009年12月14日、久彌繁のWAHAHA本舗退社により解散。浜田は芸人として、我は俳優としてWAHAHA本舗に残り、活動を続けている。

## 芸風
- トイレの清掃器具のラバーカップ（スッポン）を使うと言う芸があり、これを頭にくっ付けたり離したりして音楽を奏でるというものがある。他には、このスッポンを辮髪に見立てるという形で、くっ付けたまま拳法や中国武術のコントなどを演じるというものもある。
- この他には『相撲部』のコントなどがある。
- コントの時には、久彌がメガホンを持ってツッコミを入れるということが主となっている。

## 出演
- ゲンセキ （TBSテレビ） - 第28回
- 笑いの金メダル（朝日放送）
- E娘! （TBSテレビ） - 2006年9月14日、『E娘!バトル』の立会人
- インパクト! （フジテレビ） - 第7回
- とんねるずのみなさんのおかげでした・博士と助手〜細かすぎて伝わらないモノマネ選手権〜 （フジテレビ）
我善導のみ、2006年9月28日放送の第9回に出場、ブッチャーの物真似を演じた。
- 欽ちゃん&香取慎吾の全日本仮装大賞 （日本テレビ）
2007年1月5日放送の第77回に初出場、演じたのは『スッポン!』（エントリーナンバーは34番）。結果は16点で合格。
この後続く第78回（2007年5月5日放送）にも出場。演じたのは『弁髪で色々』（エントリーナンバーは31番）。結果は12点で不合格。
- あらびき団 （TBSテレビ） - 2007年10月24日、2007年11月28日、2008年2月13日、2008年6月11日
- リンカーン （TBSテレビ） - 2008年6月24日のリンカーン芸人タワー（第2回）に出演
- 笑タイム2008 （NHK衛星第2テレビジョン）
- 夜型人間 （テレビ新広島） - 久彌のみ、『ケータイバックパッカーズ』のコーナーに出演
- おにぎりあたためますか （北海道テレビ）
特別企画7日間2500km過酷な旅オクラホマJAPANツアー2008DRIVELIVEでの、東京のスペシャルゲスト
- ワハハ本舗の地球で1番おもしろいTV （CS放送・テレ朝チャンネル） - 準レギュラー

解散後の浜田のコンビでの活動については「はまこ・テラこ」を参照

### 我善導
テレビドラマ
- いつかこの恋を思い出してきっと泣いてしまう （2016年1月18日 - 3月21日、フジテレビ） - 源大輔 役
- マネーの天使〜あなたのお金、取り戻します!〜 第11話（2016年3月17日、読売テレビ） - 須藤 役

舞台
- LEMON Live Vol.6「パパは犯罪者」（2010年1月30日 - 2月7日、下北沢駅前劇場）
- ZORRO THE MUSICAL（2011年1月13日 - 2月28日、日生劇場） - ガルシア軍曹役（芋洗坂係長とWキャスト* 八月納涼公演「好色一代男」（2011年8月6日 - 21日、名古屋御園座）
- 喜劇「女房は幽霊」（2011年9月6日 - 25日、京都四條南座）
- 銀河英雄伝説 外伝 オーベルシュタイン篇（2011年11月3日 - 9日、渋谷区文化総合センター大和田 さくらホール）
- ASSH 第16回公演「雷ケ丘に雪が降る」（2012年3月14日 - 18日、シアターグリーンBIG TREE THEATER）* 劇団ルドビコVol.8「Little Alice-少年アリスの時間割-」（2012年7月25日 - 29日、シアターサンモール）
- 御園座「五木ひろし特別公演‐長良川艶歌‐」（2012年9月4日 ‐ 24日、御園座）
- 30‐DELUX「イエロー」（2012年11月21日 ‐ 25日、新国立劇場小劇場）
- ドラゴンクエストライブスペクタクルツアー（2016年7月 - 8月、さいたまスーパーアリーナ、マリンメッセ福岡、日本ガイシホール、大阪城ホール、横浜アリーナ） - トルネコ 役 [5]
- Romancing SaGa THE STAGE 〜ロアーヌが燃える日〜（2017年4月15日 - 23日、東京:サンシャイン劇場/4月28日 - 30日、大阪:サンケイホールブリーゼ/5月3日 - 4日、愛知:愛知県芸術劇場 大ホール/5月6日 - 7日、福岡:久留米シティプラザ ザ・グランドホール） - ロビン（太） 役
- SaGa THE STAGE ～七英雄の帰還～（2018年9月21日、埼玉:戸田市文化会館/10月2日 - 8日、東京:シアター1010/10月17日 - 21日、大阪:サンケイホールブリーゼ） - ケルート：アウ 役[6]
- 鉄コン筋クリート（2018年11月18日 - 25日、天王洲 銀河劇場） - 組長 役

他